# فرمانده والاگهر
فرمانده والاگهر (نام علمی: Euryphura nobilis) نام یک گونه از زیرخانواده دریابدها است.